# Hypocalciëmie
Hypocalciëmie is een elektrolytstoornis die gekenmerkt wordt door een te laag calciumgehalte in het bloed (Griekse 'hypo' betekent 'laag' of 'weinig'). Een normaal calciumgehalte in het bloed bevindt zich tussen de 2,10-2,55 mmol/l. Alle boven deze normaalwaarde wordt hypercalciëmie genoemd; alles lager dan deze waarden noemt men een hypocalciëmie.
Calcium is nodig voor de opbouw en het onderhoud van de botten en de tanden, bij de werking van zenuwen en spieren (spiercontractie), bij de bloedstolling en bij de transport van stoffen in de lichaamscellen.

## Correctie van bepaling in het bloed
Indien alleen een bepaling van het totaal serumcalcium wordt verricht (waarvan onder normale omstandigheden ca. 50% is gebonden aan albumine), moet dit gecorrigeerd worden voor het serum-albuminegehalte m.b.v. de volgende formule: gecorrigeerd calcium = serumcalcium + 1,0 - (0,025 x serumalbumine). Acute boekje: Ca gemeten mmol/l en 0,25 mmol/l per 10 g/l albuminetekort (t.o.v. 40 g/l). 

## Symptomen
Patiënten met een hypocalciëmie hebben maar zelden klachten. Klachten die kunnen voorkomen zijn paresthesieën en spierkramp. 

## Oorzaken
Er zijn verschillende oorzaken van een hypocalciëmie:
- Acute pancreatitis[3]
- (Pseudo)hypoparathyreoïdie
- Ernstig Vitamine D-tekort

## Behandeling
Indien er sprake is van een hypocalciëmie kan het nodig zijn om dit aan te vullen (suppleren). Wanneer er sprake is van een hypocalciëmie met klachten dan gebeurt dit vaak met calcium via een infuus (calciumgluconaat). Wanneer er sprake is van een laag calcium zonder symptomen kan er ook gekozen worden om de calcium aan te vullen in tabletvorm (Calci-Chew).